# Lophocampa parva
Lophocampa parva är en fjärilsart som beskrevs av Rothschild 1909. Lophocampa parva ingår i släktet Lophocampa och familjen björnspinnare. Inga underarter finns listade i Catalogue of Life.